# Dénezé-sous-Doué
Dénezé-sous-Doué ist eine französische Gemeinde mit 442 Einwohnern (Stand: 1. Januar 2022) im Département Maine-et-Loire in der Region Pays de la Loire. Die Gemeinde gehört zum Arrondissement Saumur und zum Kanton Doué-en-Anjou. Die Einwohner werden Denezéens genannt.

## Lage
Dénezé-sous-Doué liegt etwa 38 Kilometer südöstlich von Angers. Umgeben wird Dénezé-sous-Doué von den Nachbargemeinden Gennes-Val-de-Loire im Norden, Verrie im Nordosten, Doué-en-Anjou im Süden und Osten sowie Louresse-Rochemenier im Westen.

## Bevölkerungsentwicklung
| Jahr                       | 1962 | 1968 | 1975 | 1982 | 1990 | 1999 | 2006 | 2018 |
| Einwohner                  | 506  | 435  | 325  | 338  | 371  | 404  | 450  | 473  |
| Quellen: Cassini und INSEE |      |      |      |      |      |      |      |      |

## Sehenswürdigkeiten
- Pierre couverte de Chavais
- Dolmen la Pierre Couverte de Saugré
- Kirche Saint-Aubin, seit 1972 Monument historique
- Höhlen von Les Mousseaux, seit 1969 Monument historique